# Stare Lisiny
Stare Lisiny – kolonia w Polsce położona w województwie małopolskim, w powiecie miechowskim, w gminie Miechów.
W latach 1975–1998 miejscowość administracyjnie należała do województwa kieleckiego.